# Tornado (Virginie-Occidentale)
Tornado est une census-designated place américaine située dans le comté de Kanawha en Virginie-Occidentale. Sa population s’élevait à 3 701 habitants lors du recensement de 2010.

## Source de la traduction
- (en) Cet article est partiellement ou en totalité issu de l’article de Wikipédia en anglais intitulé « Tornado, West Virginia » (voir la liste des auteurs).